# Domus Mercatorum
La Domus Mercatorum, ou Casa dei Mercanti (Maison des Marchands), est un édifice civil  médiéval sur la Piazza delle Erbe à Vérone. Construite entre 1301 et 1304, elle abrita au Moyen Âge la Casa dei Mercanti, qui représentait les corporations des arts et métiers ; elle appartient aujourd'hui au groupe bancaire Banco BPM et à la chambre de commerce de la ville.

## Histoire
Les premiers témoignages relatifs à la Domus Mercatorum remontent au tout début du XIIIe siècle, lorsqu'une première structure en bois fut construite pour abriter la Guilde de la Laine. Au siècle suivant, Alberto I della Scala, peu avant sa mort, commanda la construction d'un bâtiment en maçonnerie dans le but d'en faire le lieu de commerce des marchands ; les travaux ont été réalisés entre 1301 et 1304.

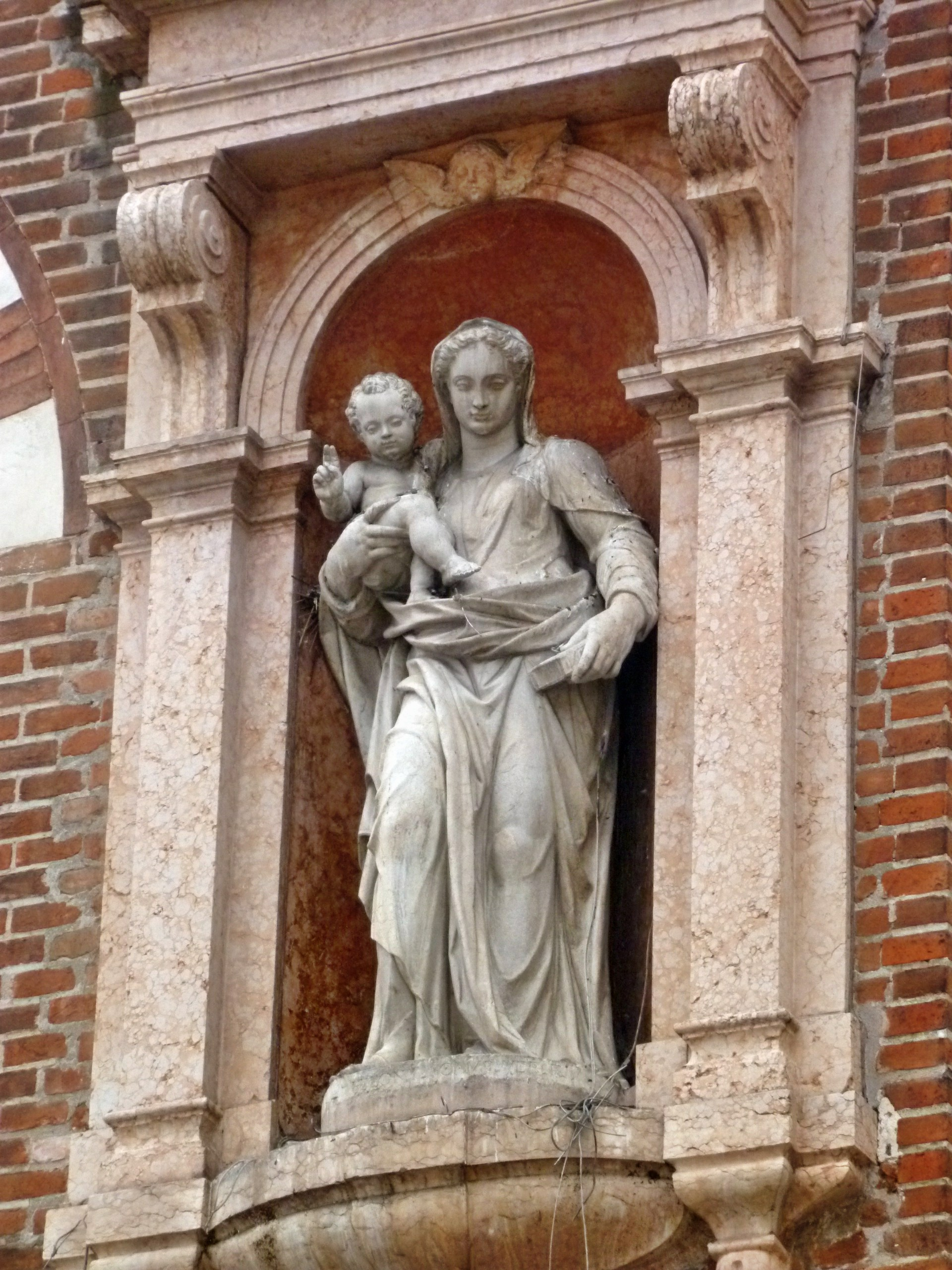
Statue représentant la Vierge à l'Enfant sur la façade de l'édifice

Les corporations des arts et métiers occupaient, dans la Vérone municipale, un rôle primordial dans la vie de la ville, non seulement économique mais aussi politique ; c'est grâce à leur influence que les Scaligeri réussirent à prendre le pouvoir et à établir la première seigneurie de la ville. Comme les Della Scalas centralisaient le pouvoir, leurs pouvoirs étaient principalement limités au commerce et à la fabrication, même si les statuts permettaient au podestat de la Casa dei Mercanti d'accomplir la tâche importante de juger les différends et les procès entre marchands.
Au cours des siècles, le bâtiment subit de nombreuses transformations mais garda toujours sa destination, devenant en 1802 le siège de la plus moderne chambre de commerce. Une intervention de grande ampleur dura de 1878 à 1884 : les travaux avaient pour but de consolider le bâtiment et surtout la restauration de la façade, visant à lui redonner son aspect d'origine.
Le 2 juillet 1952, l'édifice fut touché par un incendie, qui causa de graves dommages au mobilier du XVIIe siècle de la salle des archives, aux combles du sous-portique et aux charpentes du toit. À la suite de cet épisode, le bâtiment fait l'objet de travaux qui s'achèvent en 1954 et qui voient également une optimisation et une rationalisation des espaces intérieurs.

## Description

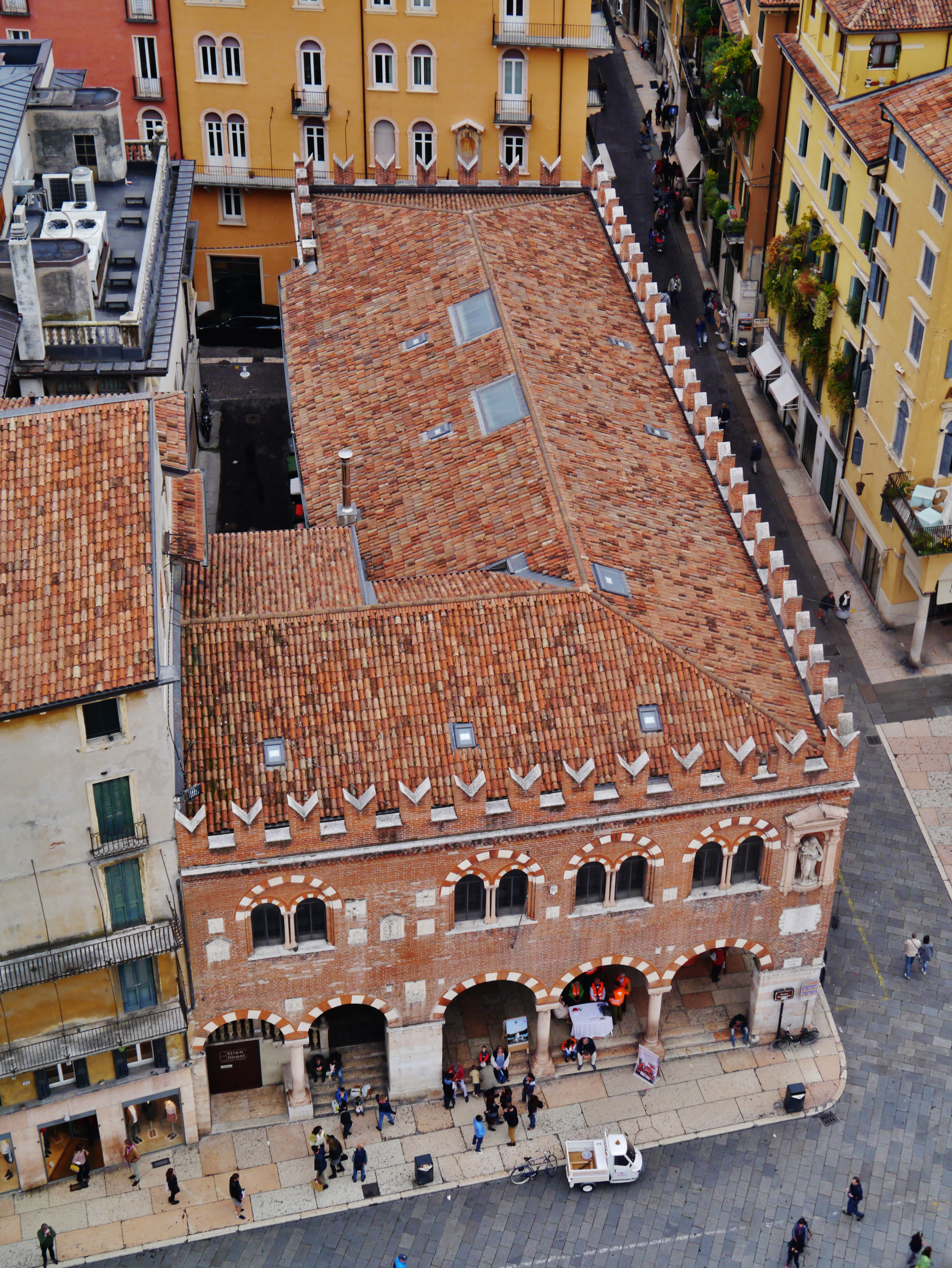
Le palais vu de la tour des Lamberti

Les façades de la Domus Mercatorum, qui donnent sur la piazza delle Erbe, via dei Pellicciai et via Portici, se distinguent par la présence au rez-de-chaussée de portiques à arcs en plein cintre, espacés toutes les trois travées par des murs en maçonnerie recouverts de dalles de marbre blanc. Les colonnes qui soutiennent les arcs, en pierre rose, ont des chapiteaux de style toscan, tandis que les linteaux des arcs se caractérisent par l'alternance de pierres de taille blanches et de briques
Le premier étage se caractérise par la présence de fenêtres à meneaux divisées par des doubles colonnes de pierre et par les linteaux des arcs mis en valeur par l'alternance de la pierre et de la brique. La façade a un parement de briques et est couronnée de créneaux ajoutés lors de la restauration du XIXe siècle.